# Maggie Rogers
Margaret Debay Rogers (Easton, Maryland, 25 de abril de 1994) es una cantautora y productora discográfica estadounidense. Obtuvo popularidad cuando su canción "Alaska" fue interpretada por Pharrell Williams durante una clase magistral en el Instituto Musical Clive Davis de la Universidad de Nueva York. Maggie ha citado a Carrie Brownstein, Patti Smith, Kim Gordon y Björk como sus principales influencias musicales. Rogers fue nominada para un premio Grammy en la categoría mejor nuevo artista en 2020.

## Carrera
Rogers empezó a tocar el arpa a los siete años, inspirada en la música de Gustav Holst y Antonio Vivaldi. Más adelante aprendió la ejecución de otros instrumentos como el piano y la guitarra y empezó a componer sus primeras canciones. Ingresó en la secundaria St. Andrews en Delaware y en la Secundaria Gunston en Maryland, donde empezó a interesarse en la ejecución del banjo y en la música folk. Tras obtener su graduación ganó un concurso de composición en el Berklee College of Music, lo que la alentó a enfocarse en la composición musical.
En 2012 grabó su primera producción discográfica, titulada The Echo. Dos años después grabó otro álbum de folk, Blood Ballet. En 2016 tuvo gran éxito con su canción "Alaska", pieza que escribió en quince minutos para una clase magistral con el reconocido músico Pharrell Williams. Un vídeo de un Williams visiblemente conmovido escuchando la canción se convirtió en viral ese junio, resultando en millones de vistas así como cientos de miles de reproducciones de los álbumes "The Echo" y "Blood Ballet".
En febrero de 2017 la cantautora publicó el EP Now That the Light Is Fading. Más adelante publicó los sencillos "Fallingwater", "Give a Little" y "Light On", todos incluidos en el álbum larga duración de 2018 Heard It In a Past Life, producción que debutó en la segunda posición de la lista de éxitos Billboard 200. Hizo su debut en televisión en el programa The Tonight Show Starring Jimmy Fallon el 15 de febrero de 2017 y en Saturday Night Live el 3 de noviembre de 2018.
En enero de 2019, Maggie, lanzó su álbum debut "Heard It In A Past Life", el cual debutó el puesto número 2 en el Billboard 200.
El álbum fue acompañado de los sencillos: "Alaska", "On + Off", "Give a Little", "Fallingwater", "Burning" y "Light On" el cual alcanzó el número 1 en el Billboard "Adult Alternative Songs".
El 20 de noviembre del mismo año, la cantante obtuvo su primera nominación a los Grammys en la categoría de Mejor Nuevo Artista, convirtiéndola en la artista Indie Pop más joven en los 2000s en estar nominada a la categoría

## Discografía

### Estudio
| Título                  | Detalles                                      | Posición en listas | Posición en listas | Posición en listas | Posición en listas | Posición en listas | Posición en listas | Posición en listas | Posición en listas | Posición en listas | Ventas        |
| Título                  | Detalles                                      | USA                | AUS                | CAN                | BEL (FL)           | IRL                | HOL                | ESC                | SUI                | UK                 | Ventas        |
| ----------------------- | --------------------------------------------- | ------------------ | ------------------ | ------------------ | ------------------ | ------------------ | ------------------ | ------------------ | ------------------ | ------------------ | ------------- |
| Heard It in a Past Life | - 18 de enero de 2019 - Debay Sounds, Capitol | 2                  | 8                  | 10                 | 92                 | 30                 | 95                 | 18                 | 49                 | 25                 | - USA: 37,000 |

### Álbumes independientes
| Título       | Detalles             |
| ------------ | -------------------- |
| The Echo     | - 18 de mayo de 2012 |
| Blood Ballet | - 2 de julio de 2014 |

### EP
| Título                       | Detalles                                                | Posición en las listas | Posición en las listas |
| Título                       | Detalles                                                | USA Rock               | USA Heat               |
| ---------------------------- | ------------------------------------------------------- | ---------------------- | ---------------------- |
| Now That the Light Is Fading | - 17 de febrero de 2017 - Debay Sounds, Capitol Records | 39                     | 4                      |